# 凸组合

平面中有三个点 ，点 是这三个点的一种凸组合，而点 不是。（ 是这三个点的一种仿射组合）

在凸几何领域，凸组合（英語：convex combination）指点的线性组合，要求所有系数都非负且和为 1。此处的「点」可以是仿射空间中的任何点，包括向量和标量。
如果给出有限个实向量空间中的点 {\displaystyle x_{1},x_{2},\dots ,x_{n}} 这些点的凸组合即一个这样的点：
{\displaystyle a_{1}x_{1}+a_{2}x_{2}+\dots +a_{n}x_{n}}
其中的任意实数 {\displaystyle a_{i}} 都满足 {\displaystyle a_{i}\geq 0}，且 {\displaystyle a_{1}+\dots +a_{n}=1}。
任意两个点的凸组合都在它们之间的线段上。
点集的凸包等价于该点集的所有凸组合。